# Burg Bärnfels
Die Ruine der Burg Bärnfels ist der Rest einer spätmittelalterlichen Adelsburg am Südrand des Dorfes Bärnfels in der Gemeinde Obertrubach im oberfränkischen Landkreis Forchheim in Bayern.
Die Ruine der Felsen- und Spornburg ist jederzeit frei zugänglich.

## Geografische Lage
Die Ruine erhebt sich auf einem mit Felsen durchsetzten breiten 515 m ü. NN hohen Bergsporn des Bergschmidtsknocks über Bärnfels im Naturpark Fränkische Schweiz-Frankenjura, etwa 2,2 Kilometer nördlich der Kirche von Obertrubach. Man erreicht sie vom Dorf Bärnfels aus über einige Stufen.
In östlicher Richtung befindet sich in der Nähe die Burgruine Leienfels, südöstlich der Burgstall Leupoldstein und südlich ein Burgstall in Obertrubach. In nördlicher Richtung steht die Burg Gößweinstein.

## Geschichte der Burg

Wappen der Herren von Egloffstein

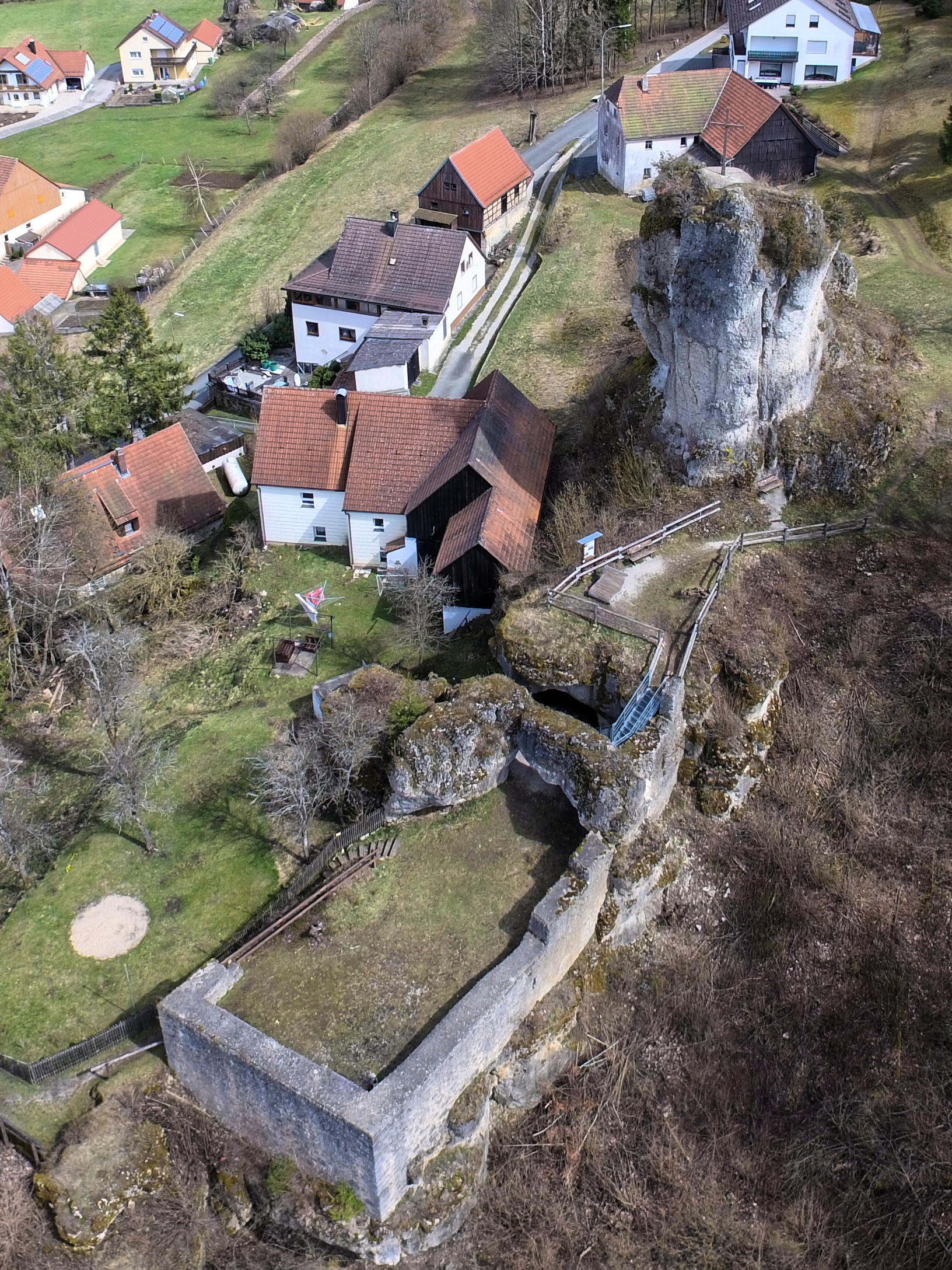
Ansicht der Burgruine mit dem Felsturm, auf dem der Bergfried stand, Luftbild

Die erste Erwähnung der Burganlage ist auf den 2. August 1389 datiert, als die damaligen Besitzer Konrad Hans und Ulrich von Egloffstein zu Bärenfels ihre Vorburg, die so genannte Niedere Veste, nach einer Fehde mit dem Landgrafen von Leuchtenberg diesem zu Lehen übertragen mussten. Erbaut wurde die Burg jedoch schon bedeutend früher, vermutlich 1330 durch Siboto I. von Egloffstein, Stifter der Bärenfelser Linie dieser Familie.
1483 kam das Lehen an die Gaillenreuther Linie der Egloffsteiner, die es nicht allzu lang innehatte, denn 1495 erfolgte die letzte Belehnung durch die Leuchtenberger Landgrafen.
Nachdem die Burg während der Bauernkriege 1525 von egloffstein'schen Untertanen niedergebrannt worden war, wurde sie nie wieder vollständig instand gesetzt.
1580 kam die Herrschaft Bärnfels mitsamt der Burgruine durch Verkauf an das Hochstift Bamberg und wurde durch die Säkularisation 1803 bayerischer Staatsbesitz.
Da große Teile der Anlage einsturzgefährdet waren, wurden sie im 19. und 20. Jahrhundert abgebrochen. 1877 erwarb der Nürnberger Apotheker Kleemann die Anlage und ließ die wenigen Reste erstmals restaurieren.
Nach einer Sanierung der Ruine im Jahr 1969 durch die damalige Gemeinde Bärnfels konnte sie wieder Besuchern zugänglich gemacht werden.
Heutzutage ist die Burgruine Bärnfels wieder im Besitz der Familie von Egloffstein, deren Urahn sie wahrscheinlich einst erbaute.

Ansichten der Burgruine Bärnfels
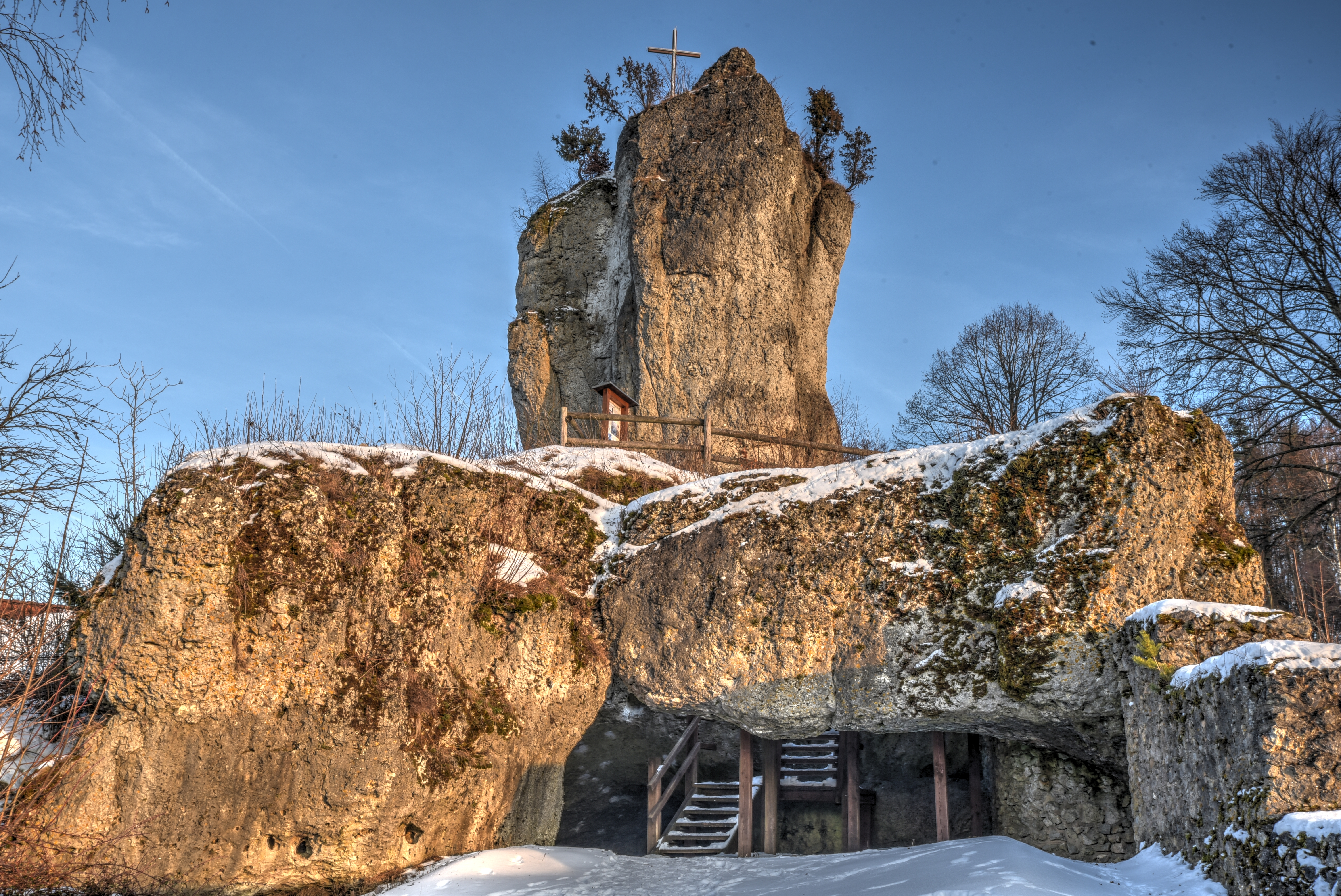
Der Burgfelsen im Winter
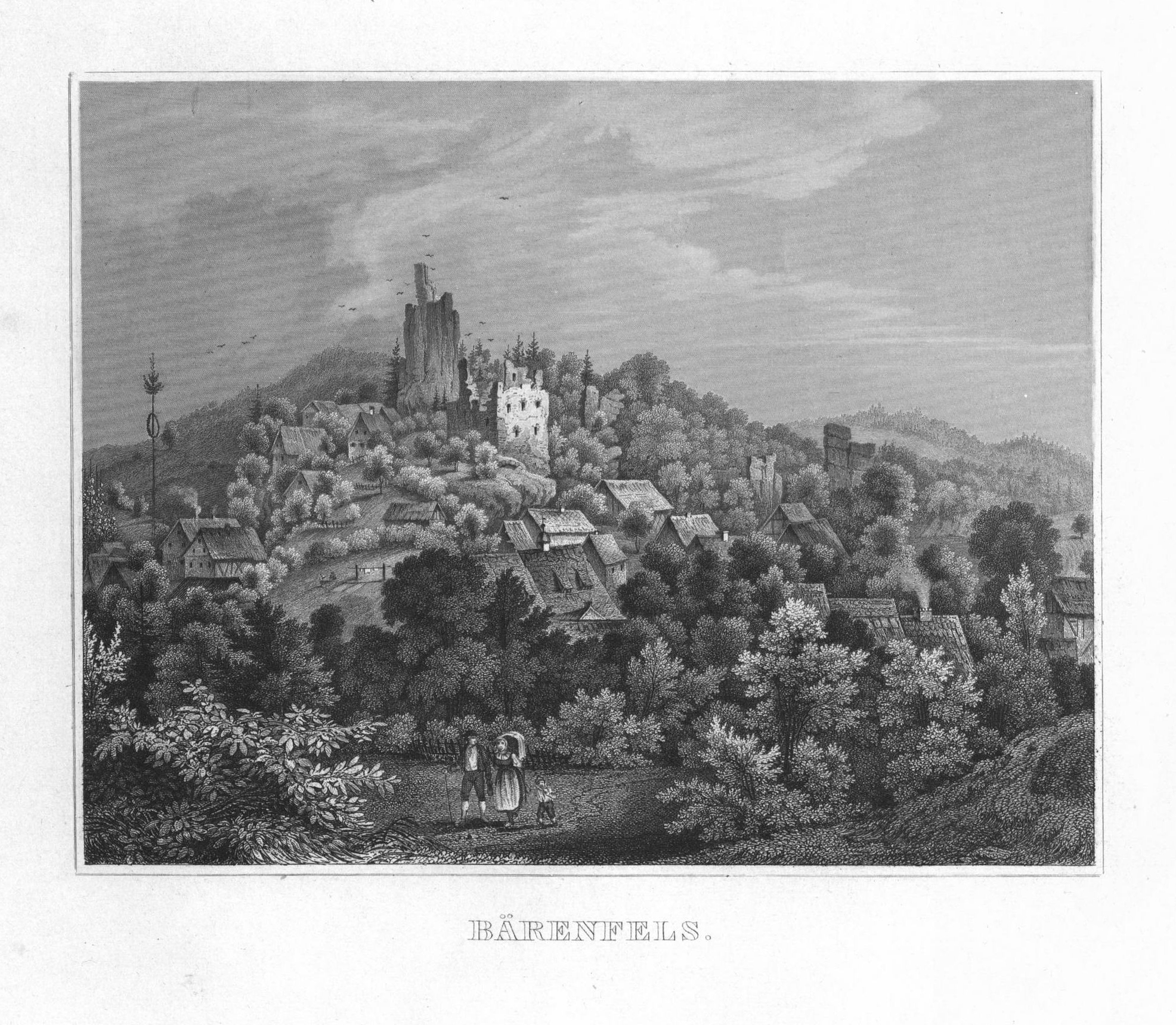
Stahlstich von 1858
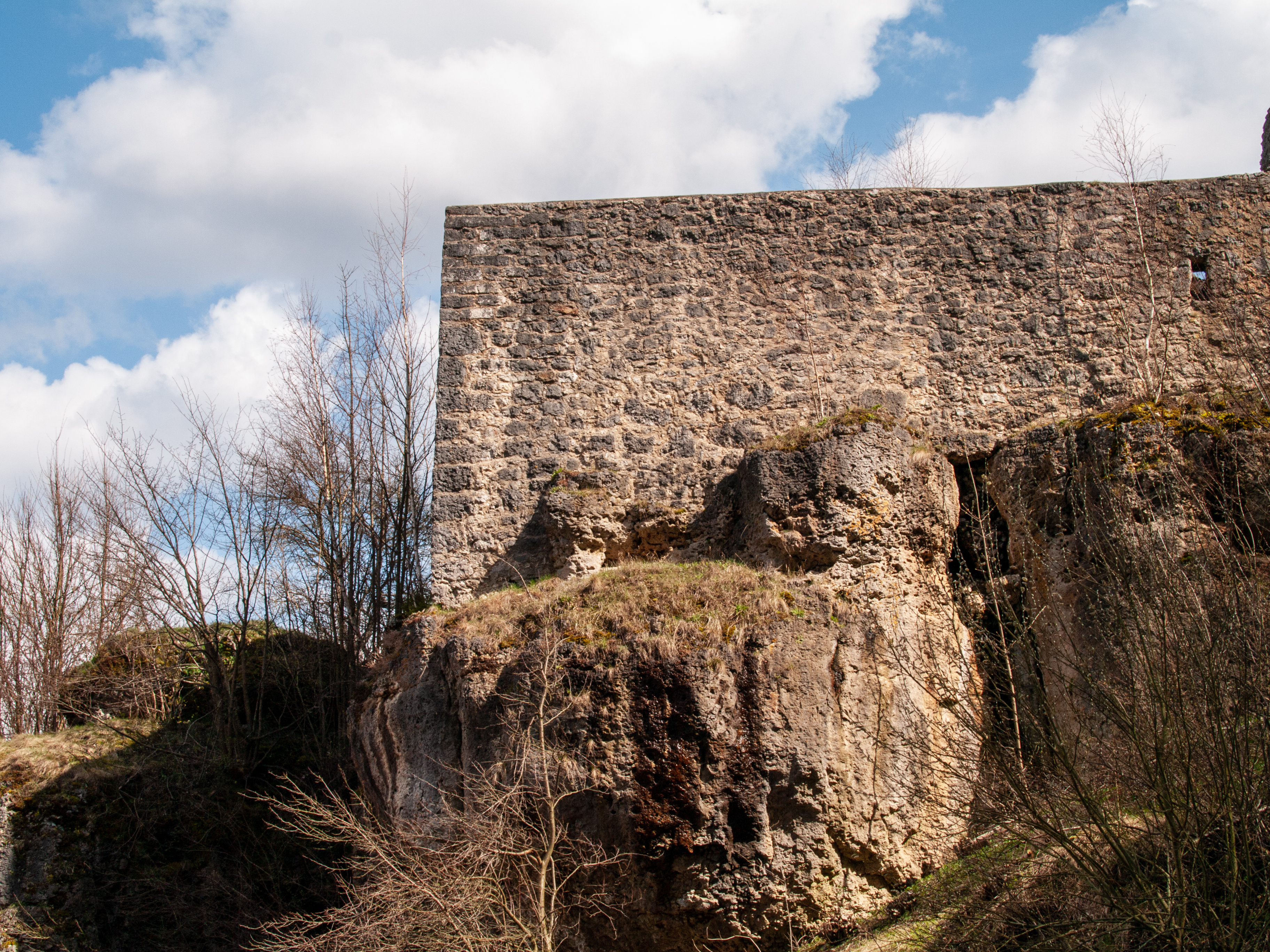
Mauerreste der Burg Burgruine Bärnfels. Analoge SW-Fotografie (2024)